# Markus Kuhn
Markus Kuhn (Weinheim, 5 maggio 1986) è un ex giocatore di football americano tedesco che ha militato nel ruolo di defensive tackle nella National Football League (NFL). Fu scelto nel corso del settimo giro (239º assoluto) del Draft NFL 2012 dai New York Giants. Al college ha giocato a football a North Carolina State.

## Carriera professionistica

### New York Giants
Il 28 aprile 2012, Kuhn fu scelto nel corso del settimo giro del Draft 2012 dai New York Giants. Markus fece il suo debutto da professionista il 5 settembre 2012, nella prima gara della nuova stagione, contro i Dallas Cowboys che si vendicarono dei New York Giants campioni in carica che li avevano esclusi dalla corsa ai playoff l'annata precedente, vincendo 24-17 in trasferta. Kuhn mise a segno un tackle assistito. Nella sua stagione da rookie disputò 10 partite, una delle quali come titolare, mettendo a segno 8 tackle e 4 passaggi deviati.
Nel quattordicesimo turno della stagione 2014, Kuhn recuperò un fumble ritornandolo per 26 yard in touchdown contro i Titans, contribuendo ad interrompere una striscia di 7 sconfitte consecutive dei Giants.

## Statistiche
| Partite totali             | 10 |
| Partite totali da titolare | 1  |
| Tackle totali              | 8  |
| Sack                       | 0  |
| Intercetti                 | 0  |
| Fumble forzati             | 0  |